# James Stallworth
James Stallworth (* 29. April 1971 in Tulare) ist ein US-amerikanischer Weitspringer.

## Karriere
Bereits mit 12 Jahren schaffte er es mit einem neuen nationalen Rekord im Fünfkampf (Kugelstoßen, Hürdenlauf, Weitsprung, 50 Meter, 400 Meter) die Aufmerksamkeit von Sports Illustrated auf sich zu ziehen.
In Tulare Union High School war Stallworth in drei Sportarten erfolgreich: American Football, Basketball und Leichtathletik. 1989 stellte er im Weitsprung mit 8,05 Meter einen neuen noch immer gültigen National Federation of State High School Associations Rekord auf.
Mit diesen Leistungen qualifizierte er sich für die Juniorenweltmeisterschaften 1990 in Plowdiw. Hier stellte er mit einem Sprung von 8,20 Meter in der Qualifikation einen noch immer gültigen Juniorenweltmeisterschaftsrekord auf. Zudem holte er Gold mit der Sprintstaffel und Bronze über 200 Meter.
Daraufhin war er im Blickfeld des Teams der Vereinigten Staaten für die Olympischen Spiele 1992 in Barcelona. Aber seine Karriere nahm einen anderen Verlauf. 1991 verkaufte er Undercoverpolizisten Drogen und kam ins Gefängnis.
Laut Eigenaussagen begann er erst dort Drogen zu nehmen. Anschließend finanzierte er diese Sucht durch diverse Gesetzesbrüche.
1999 startete er nach einigen Gefängnisaufenthalten einen Comebackversuch. Trotz einer fast 9-jährigen Sportabstinenz schaffte er es, 7,92 Meter zu springen, aber die Olympiaqualifikation gelang ihm damit nicht. Der Tod seiner Mutter verursachte einen abermaligen Drogenrückfall. Seit 2014 habe er aber keine Drogen mehr genommen.